# HD 23596 b
HD 23596 b는 페르세우스자리 방향으로 지구로부터 약 170광년 떨어진 곳에 있는 외계 행성이다. 이 행성은 매우 무거운데, 적어도 목성 질량의 약 7.8배는 되므로 슈퍼 목성으로 분류할 수 있다. 질량에 기초하면 이 행성은 아마도 단단한 표면이 없는, 가스 행성일 것이다. 항성으로부터 평균 2.83 천문단위 떨어져 있으며 1565일 걸려 초속 19.7 킬로미터 속도로 항성 주위를 1회 돈다. 다만 행성 궤도는 다소 찌그러져 있으며 항성에 가까워질 때는 2 천문단위, 멀어질 때 3.66 천문단위까지 물러난다.
Perrier 연구진이 2002년 도플러 분광법을 이용하여 발견했다. 도플러 분광법은 행성의 중력 때문에 항성이 흔들려 스펙트럼에 변화가 생기는 것을 찾아내는 것으로, 직접 행성을 관측하지 않아도 그 존재를 알아낼 수 있다는 점에서 외계 행성을 발견하는 가장 보편적인 방법으로 사용되어 왔다. 그러나 이 방법의 가장 큰 문제점은 행성의 정확한 질량을 알 수 없다는 것이다. HD 23596 b의 경우도 예외가 아니어서, 궤도경사각을 모르기 때문에 실제 질량은 훨씬 더 클 수 있다.

## 참고 문헌
- (영어) Perrier;  외. (2003). “The ELODIE survey for northern extra-solar planets. I. Six new extra-solar planet candidates”. 《Astronomy and Astrophysics》 410 (3): 1039–1049. doi:10.1051/0004-6361:20031340.